# Johannes Gezelius den yngste
Johannes Gezelius den yngste, född 6 maj 1686 i Narva i Svenska Estland som son till Johannes Gezelius den yngre och Hedvig Nikolausdotter Lietzén, död 18 juli 1733 i finska Borgå, var biskop i Viborg 1721-1723 och i Borgå 1723-1733. Han var gift med Helena Arnell och far till lagmannen Johan Olivecreutz. Han adlades 1719 och är, som sin far och farfar, begravd i Åbo domkyrka. Gezelius fullbordade utgivningen av Bibeln, det så kallade Gezeliernas bibelverk, som hans farfar och far hade påbörjat.